# San Felipe y Santiago
San Felipe y Santiago är en ort i Mexiko, tillhörande kommunen Jiquipilco i den nordvästra delen av delstaten Mexiko. Orten hade 3 215 invånare vid folkräkningen 2010.